# Ladislau Raffinsky
Ladislau Raffinsky (n. 13 aprilie 1905, Mișcolț, Austro-Ungaria – d. 31 iulie 1981, Cluj) a fost un fotbalist român, care a jucat în echipa națională de fotbal a României la Campionatele Mondiale de Fotbal din 1930 (Uruguay) și 1938 (Franța). Deține recordul pentru cele mai multe goluri marcate într-un singur meci de Divizia A, marcând 10 goluri pentru Juventus București în meciul cu Dacia Unirea Brăila (16-0) din sezonul 1929-1930.

## Echipele de club
Ladislau Raffinski a început să joace fotbal la echipa Unirea Timișoara în anul 1924. Un an mai târziu Raffinski s-a transferat la Clubul Atletic Timișoara pentru care a evoluat două sezoane până în 1927. În același an Ladislau Raffinski avea să facă pasul către cel mai galonat club timișorean - Chinezul Timișoara. Mutarea sa a coincis cu izbucnirea unei grave crize financiare  în cadrul echipei Chinezul, însă Ladislau a stat la gruparea  de pe Bega doi ani.
În 1929, împreună cu colegul său Emerich Vogl, a părăsit formația timișoreană pentru a se trensfera la Juventus București. În tricoul Juventusului Raffinski reușește meciuri foarte bune culminând cu marcare a nu mai puțin de 10 goluri în partida Juventus București - Dacia Unirea Brăila (16 - 0). La finele sezonului 1929 - 1930 Raffinski își adjudecă primul titlul de campion al României.
Spre deosebire de prietenul său, Emerich Vogl, Raffinsky va părăsi Juventus-ul în 1931, pentru a se întoarce la noua formație-fanion a orașului în care a început să joace fotbal, Ripensia Timișoara. La Ripensia a evoluat timp de doi ani, adăugându-și la palmares un nou titlu de campion al României, iar destinația sa a fost Cehoslovacia, unde a jucat la SK Zidenice, așa cum se numea pe atunci clubul 1.FC Brno.
În 1935 Raffinsky s-a întors la București la una din rivalele bucureștene ale Juventus-ului, Rapid București. Alături de Rapid, Raffinsky va reuși să își adauge la palmares încă trei trofee, mai exact trei Cupe ale României.
În anul 1939 Raffinsky a fost arestat, alături de colegii săi Iuliu Baratky, Ștefan Auer și Ionică Bogdan, după finala Cupei României câștigată în fața echipei Venus București, pe motivul că prefectul Bucureștiului și ministrul de externe al României din acea vreme, Gabriel Marinescu, cel care ordonase arestarea celor patru, era patronul clubului Venus și era foarte supărat din cauza pierderii acestei finale.
În urma unui scandal de presă, cei patru au fost eliberați, iar Gabriel Marinescu a fost arestat și, până la urmă, executat în anul 1940. Tot în acel an Raffinsky s-a retras din activitatea de fotbalist profesionist.

## Echipa națională
Ladislau Raffinsky a debutat în anul 1929 la echipa națională, într-un meci pierdut de echipa națională a României în fața Iugoslaviei. La aproape un an distanță de prima sa selecție în echipa națională, la data de 25 mai 1930, a marcat primul său gol în echipa națională, împotriva Greciei, într-o victorie cu scorul de 8-1 obținută de români. Tot în această partidă colegul și prietenul său Emerich Vogl a marcat și el unicul gol din cariera de la echipa națională.
Tot în 1930 Vogl și Raffinsky au fost selecționați printre „tricolorii” care aveau să reprezinte România la Campionatul Mondial de Fotbal din 1930, însă patronul de la Astra Română, unde lucrau cei doi, le-a interzis celor doi să își părăsească locul de muncă pentru o perioadă atât de lungă de timp. Până la urmă, la intervenția lui Octav Luchide, cei doi au fost lăsați să participe la importanta competiție și au plecat, împreună cu naționala României, cu celebrul vas „Conte Verde”, spre Uruguay. Raffinsky a evoluat în ambele meciuri ale României, împotriva naționalelor din Peru și Uruguay. În meciul împotriva naționalei din Peru, Raffinsky a fost faultat de către peruanul Plácido Galindo, care a primit cartonașul roșu, fiind primul jucător eliminat vreodată la Campionatul Mondial de Fotbal. Raffinsky avea să fie numit în echipa turneului final, fiind declarat cel mai bun mijlocaș prezent la acest turneu final.
A urmat o pauză de doi ani pentru Raffinsky, care a mai jucat la echipa națională în 1932, într-o victorie clară obținută de România împotriva Franței, scor 6-3. A mai evoluat în câteva meciuri, după care nu a mai fost convocat, datorită plecării sale în Cehoslovacia. Astfel, el a ratat turneul final al Campionatului Mondial din 1934, unde România a evoluat tocmai împotriva Cehoslovaciei.
Raffinsky a avut un coleg care a evoluat la CM, František Šterc. În 1937 Raffinsky a fost rechemat la națională, de data aceasta ca jucător al Rapidului, iar în 1938 a fost prezent la Campionatul Mondial de Fotbal din Franța. Meciurile împotriva Cubei, în urma cărora România a pierdut calificarea mai departe, au fost ultimele pentru Ladislau Raffinsky la echipa națională.

## După retragere
Raffinsky a îmbrățișat și el cariera de antrenor, însă nu a antrenat decât formații mai puțin cunoscute, și în general echipe din Liga a II-a sau Liga a III-a. A început la Prahova Ploiești, apoi, după o pauză de cinci ani, Mica Brad, din nou Prahova, Chimica Târnăveni, Aurul Zlatna și Tehnofrig Cluj. În anul 1964 Raffinsky s-a retras din cariera de antrenor.